# 臺灣省諮議會
臺灣省諮議會，簡稱省諮議會，是中華民國臺灣省已停止運作的省政諮詢機關。省諮議會前身為「臺灣省議會」，乃臺灣實施精省前的最高民意機關。在立法院於1992年全面改選前，臺灣省議會直選是臺灣民眾可以參與到的民意機關常態選舉中位階最高者。1998年，第十屆臺灣省議會解散後，後繼機關稱省諮議會。因精省後臺灣省已非地方自治實體，其主要任務改以諮詢省政及歷史文獻保存為主。
2018年12月31日，臺灣省諮議會與福建省政府比照臺灣省政府的整併方式同步實質裁撤，行政組織及業務移交中央政府其他機關辦理，檔案、公報、議事錄等文獻實體檔案則移交國家發展委員會檔案管理局保存，資料庫系統則由國史館臺灣文獻館維護營運。因憲法條文仍明定「省」此一地方政府層級，故名義上組織依然存在，僅保留諮議會名稱與諮議長職銜。

## 歷史

### 組織史
1945年，台灣日治時期結束，進入臺灣戰後時期。
1946年4月15日，國民政府依《省參議員選舉條例》及《省參議會組織條例》，以間接選舉方式由全台各縣市參議會選出省參議員三十名。1946年5月1日，在臺北市南海路原臺灣教育會館正式成立「臺灣省參議會」（臺北市當時為臺灣省省會）。1948年，因二二八事件爆發後時局不穩，中央延長參議員任期。
1951年，臺灣省調整縣市行政區域，連帶各縣市先後普選議員成立縣、市議會，使原省參議員因選區全部變更而失其代表性。9月，行政院頒《臺灣省臨時省議會組織規程》及《臺灣省臨時省議會選舉罷免規程》。12月，臺灣省臨時省議會成立，黃朝琴、林頂立當選正副議長。臺灣省參議會結束。
1954年6月2日成立第二屆臺灣省臨時省議會，1957年6月成立第三屆。當時台海兩岸處於對峙局面，隨著臺灣省政府疏遷至臺灣中部，臺灣省臨時省議會在1958年5月移往臺中縣霧峰鄉（今臺中市霧峰區）新落成的議事大樓。
1959年6月，行政院以行政命令將臺灣省臨時省議會改稱臺灣省議會，將原臨時省議會第三屆第五次大會改稱為臺灣省議會第一屆第一次大會，將成立之法令改為《臺灣省議會暫行組織規程》。
1998年12月20日，李登輝政府實施精省，臺灣省政府成為行政院的派出機關、失去原有的地方自治功能；臺灣省議會也同步裁撤，並於同日依《中華民國憲法增修條文》第九條第一項第二款及精省條例暨行政院令頒《臺灣省諮議會組織規程》之規定，於原址成立「臺灣省諮議會」，成為臺灣省政府的諮詢機構；省諮議會依法置諮議員至多23員，任期三年，由行政院院長提請總統任命之。此時期省諮議會主要工作為管理臺灣省參議會、臨時省議會、省議會時期之檔案、公報、議事錄以及地方自治事務研究發展。
2007年1月1日，立法院於臺灣省議會紀念園區成立「立法院中南部服務中心」、「立法院議政博物館」，皆列為立法院下的一級單位，立法院也與臺灣省諮議會協議分區管理本園區，1月24日前院長王金平為「立法院中部辦公室」正式揭牌，但仍保留「臺灣省議會紀念園區」名稱迄今。
2008年4月10日，臺灣省議會議事大樓、朝琴館、議員會館列為臺中縣縣定古蹟，臺中縣市合併後，列為臺中市市定古蹟。
2018年6月30日，行政院宣佈省及機關預算歸零與去任務化，不再編列員額與預算，行政組織員額移交立法院，議會相關檔案、公報、議事錄實體檔案檔案、公報、議事錄等文獻實體檔案則移交國家發展委員會檔案管理局保存，資料庫系統則由國史館臺灣文獻館維護營運；同年12月31日臺灣省諮議會實質廢除後，園區由立法院中南部服務中心接手管理。隔年2019年12月16日園區由「立法院中部辦公室」更名為立法院民主議政園區，但仍保留「臺灣省議會紀念園區」名稱。

#### 歷屆議會
| 議會              | 屆別   | 任期                           | 議員產生方式              | 名額 | 附註                                                                   |
| ----------------- | ------ | ------------------------------ | ------------------------- | ---- | ---------------------------------------------------------------------- |
| 臺灣省參議會      | －     | 1946年5月1日－1951年12月11日   | 1946年選舉                | 30   | 由臺灣省各縣市議會間接選舉選出，任期因二二八事件及國共內戰等因素延長。 |
| 臺灣省 臨時省議會 | 第一屆 | 1951年12月11日－1954年6月2日   | 1951年選舉                | 55   | 由臺灣省各縣市議會間接選舉選出。                                       |
| 臺灣省 臨時省議會 | 第二屆 | 1954年6月2日－1957年6月2日     | 1954年選舉                | 57   | 改由臺灣省公民直接選舉選出，任期改為三年。                             |
| 臺灣省 臨時省議會 | 第三屆 | 1957年6月2日－1959年6月24日    | 1957年選舉                | 66   |                                                                        |
| 臺灣省議會        | 第一屆 | 1959年6月24日－1960年6月2日    | 1957年選舉                | 66   | 因法規修正，第三屆臨時省議員改稱為第一屆省議員。                       |
| 臺灣省議會        | 第二屆 | 1960年6月2日－1963年6月2日     | 1960年選舉                | 73   |                                                                        |
| 臺灣省議會        | 第三屆 | 1963年6月2日－1968年6月2日     | 1963年選舉                | 74   | 任期改為四年；為與縣市長選舉同步，任期延長一年。                       |
| 臺灣省議會        | 第四屆 | 1968年6月2日－1973年2月1日     | 1968年選舉                | 71   | 受國際情勢影響，任期延長八個月。                                       |
| 臺灣省議會        | 第五屆 | 1973年2月1日－1977年12月20日   | 1972年選舉                | 73   | 為與其他地方選舉同步，任期延長11個月。                                 |
| 臺灣省議會        | 第六屆 | 1977年12月20日－1981年12月20日 | 1977年選舉                | 77   |                                                                        |
| 臺灣省議會        | 第七屆 | 1981年12月20日－1985年12月20日 | 1981年選舉                | 77   |                                                                        |
| 臺灣省議會        | 第八屆 | 1985年12月20日－1989年12月20日 | 1985年選舉                | 77   |                                                                        |
| 臺灣省議會        | 第九屆 | 1989年12月20日－1994年12月20日 | 1989年選舉                | 77   | 為使議員任期與民選省長同步，任期延長一年。                             |
| 臺灣省議會        | 第十屆 | 1994年12月20日－1998年12月20日 | 1994年選舉                | 79   | 唯一一屆省長與省議會同為民選之任期。                                   |
| 臺灣省諮議會      | 第一屆 | 1998年12月21日－2001年12月20日 | 由行政院院長 提請總統任命 | 29   | 1997年憲法增修後將省虛級化，選舉停辦。諮議員任期為三年。               |
| 臺灣省諮議會      | 第二屆 | 2001年12月21日－2004年12月20日 | 由行政院院長 提請總統任命 | 29   |                                                                        |
| 臺灣省諮議會      | 第三屆 | 2004年12月21日－2007年12月20日 | 由行政院院長 提請總統任命 | 29   |                                                                        |
| 臺灣省諮議會      | 第四屆 | 2007年12月21日－2010年12月20日 | 由行政院院長 提請總統任命 | 29   |                                                                        |
| 臺灣省諮議會      | 第五屆 | 2010年12月21日－2013年12月20日 | 由行政院院長 提請總統任命 | 29   |                                                                        |
| 臺灣省諮議會      | 第六屆 | 2013年12月21日－2016年12月20日 | 由行政院院長 提請總統任命 | 29   |                                                                        |
| 臺灣省諮議會      | 第七屆 | 2016年12月21日－2018年12月31日 | 由行政院院長 提請總統任命 | 1    | 僅象徵性任命諮議長一人，2018年底機關「去任務化」後停止運作。           |

#### 歷任議長
| 議會              | 屆次   | 姓名   | 肖像                   | 任期                             | 政黨       | 備註                         |
| ----------------- | ------ | ------ | ---------------------- | -------------------------------- | ---------- | ---------------------------- |
| 臺灣省參議會      | －     | 黃朝琴 |                        | 1946.05.01～1951.12.11           | 中國國民黨 |                              |
| 臺灣省 臨時省議會 | 第一屆 | 黃朝琴 | 1951.12.11～1954.06.02 |                                  | 中國國民黨 |                              |
| 臺灣省 臨時省議會 | 第二屆 | 黃朝琴 | 1954.06.02～1957.06.02 |                                  | 中國國民黨 |                              |
| 臺灣省 臨時省議會 | 第三屆 | 黃朝琴 | 1957.06.02～1959.06.24 |                                  | 中國國民黨 |                              |
| 臺灣省議會        | 第一屆 | 黃朝琴 | 1959.06.24～1960.06.01 |                                  | 中國國民黨 |                              |
| 臺灣省議會        | 第二屆 | 黃朝琴 | 1960.06.02～1963.06.01 |                                  | 中國國民黨 |                              |
| 臺灣省議會        | 第三屆 | 謝東閔 |                        | 1963.06.02～1968.06.02           | 中國國民黨 |                              |
| 臺灣省議會        | 第四屆 | 謝東閔 | 1968.06.02～1972.06.06 | 因接任臺灣省政府主席而辭任議員   | 中國國民黨 |                              |
| 臺灣省議會        | 代理   | 蔡鴻文 |                        | 1972.06.06～1973.02.01           | 中國國民黨 |                              |
| 臺灣省議會        | 第五屆 | 蔡鴻文 | 1973.02.01～1977.12.19 |                                  | 中國國民黨 |                              |
| 臺灣省議會        | 第六屆 | 蔡鴻文 | 1977.12.20～1981.12.20 |                                  | 中國國民黨 |                              |
| 臺灣省議會        | 第七屆 | 高育仁 |                        | 1981.12.20～1985.12.20           | 中國國民黨 |                              |
| 臺灣省議會        | 第八屆 | 高育仁 | 1985.12.20～1989.12.20 |                                  | 中國國民黨 |                              |
| 臺灣省議會        | 第九屆 | 簡明景 |                        | 1989.12.20～1994.12.20           | 中國國民黨 |                              |
| 臺灣省議會        | 第十屆 | 劉炳偉 |                        | 1994.12.20～1998.12.20           | 中國國民黨 |                              |
| 臺灣省諮議會      | 第一屆 | 林柏榕 |                        | 1998.12.20～2000.05.20           | 中國國民黨 | 因政黨輪替以政黨政治為由辭職 |
| 臺灣省諮議會      | 代理   | 彭添富 |                        | 2000.06.13～2001.12.20           | 民主進步黨 |                              |
| 臺灣省諮議會      | 第二屆 | 范振宗 |                        | 2001.12.21～2002.01.31           | 民主進步黨 | 轉任行政院農業委員會主任委員 |
| 臺灣省諮議會      | 代理   | 余玲雅 |                        | 2002.02.01～2004.12.20           | 民主進步黨 |                              |
| 臺灣省諮議會      | 第三屆 | 余玲雅 | 2004.12.21～2007.12.20 |                                  | 民主進步黨 |                              |
| 臺灣省諮議會      | 第四屆 | 余玲雅 | 2007.12.21～2009.01.19 | 因政黨輪替及個人生涯規劃為由辭職 | 民主進步黨 |                              |
| 臺灣省諮議會      | 代理   | 李源泉 |                        | 2009.01.20～2010.12.20           | 中國國民黨 |                              |
| 臺灣省諮議會      | 第五屆 | 李源泉 | 2010.12.21～2013.12.20 |                                  | 中國國民黨 |                              |
| 臺灣省諮議會      | 第六屆 | 李源泉 | 2013.12.21～2016.6.30  | 因政黨輪替為由辭職               | 中國國民黨 |                              |
| 臺灣省諮議會      | 代理   | 陳成家 |                        | 2016.07.01～2016.12.20           | 無黨籍     |                              |
| 臺灣省諮議會      | 第七屆 | 鄭永金 |                        | 2016.12.21～2018.6.30            | 無黨籍     | 臺灣省諮議會解散             |

### 建築史
- 1946年5月1日，「臺灣省參議會」於位在臺北市古亭區（今臺北市中正區）的台灣日治時期之原臺灣教育會館成立。
- 1951年12月，後繼機關「臺灣省臨時省議會」繼續使用此為集會場所。
- 1958年5月1日，「臺灣省臨時省議會」在移往臺中縣霧峰鄉（今臺中市霧峰區）新落成的議事大樓。
- 1959年6月，後繼機關「臺灣省議會」繼續使用此為集會場所。
- 1998年12月20日，後繼機關「臺灣省諮議會」繼續使用此為集會場所。
- 2008年4月10日，臺中縣政府依文化資產保存法規定，指定「原臺灣省議會議事大樓、朝琴館、議員會館」為臺中縣縣定古蹟，而後臺中縣市合併後，變更為臺中市市定古蹟。
- 2019年1月起，「臺灣省諮議會」不再運作，相關建築移由立法院中南部服務中心管理。12月16日起，園區改名為立法院民主議政園區。[9]
- 2021年10月31日，立法院中南部服務中心利用臺灣省議會議事堂的部分空間成立以民主為主題的博物館「立法院民主時刻館」。
- 2022年5月13日，促轉會依據《促進轉型正義條例》發文請立法院移除園區內蔣中正銅像，經立院提出拆遷計畫並經台中市政府文資審議委員會審議通過後將銅像從基座拆除，銅像交由桃園市風景管理處協助後續陳設的相關事宜。

## 議會功能與影響

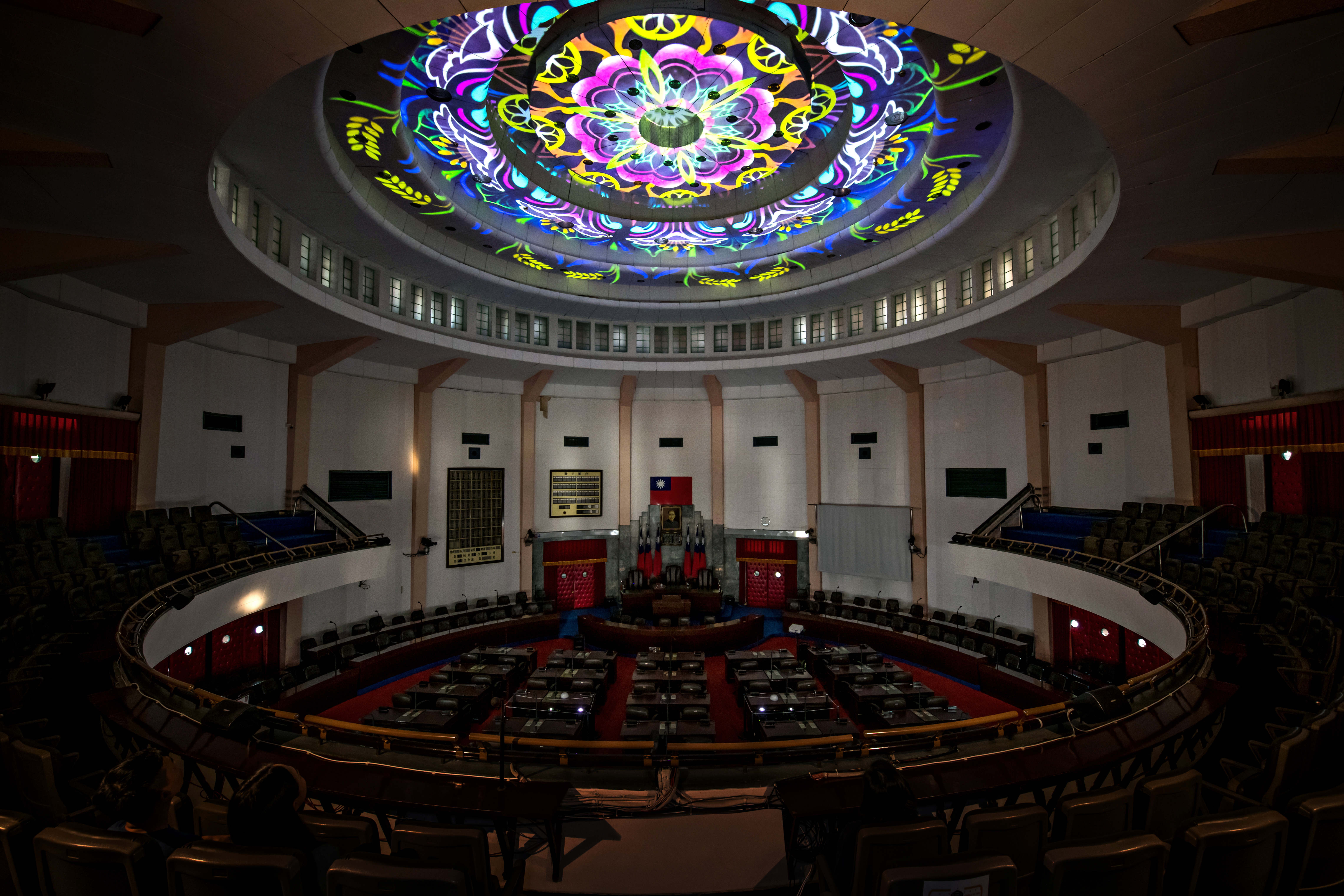
原台灣省議會議事堂，活化為立法院民主時刻館民主劇場

台灣戒嚴時期，由於中華民國政府為維繫其「法統」象徵，立法院、國民大會及監察院等國會中央民意機構長期無法全面改選，臺灣省議會的代議功能因而突顯，也成為當時台灣最高代表性的民意代表機構。
許多擔任省議員者都在臺灣民主運動的進程中扮演過重要角色，如李萬居、郭國基、郭雨新、吳三連、李源棧等五名黨外勢力議員合稱「省議會五虎將」，又與許世賢合稱「五龍一鳳」。

## 立法院民主議政園區
1998年12月21日精省後，原臺灣省議會在臺中市霧峰區之建築群改稱為「臺灣省議會紀念園區」，2007年1月立法院於該園區成立立法院中南部服務中心、立法院議政博物館，並統稱立法院中部辦公室，與臺灣省諮議會共用廳舍辦公，同年1月24日由立法院院長王金平為立法院中部辦公室揭牌。2019年起省諮議會去任務化後，園區管理移交立法院中南部服務中心負責；同年12月16日園區更名為立法院民主議政園區，但同時也保留臺灣省議會紀念園區之名。

### 議會相關建築
- 議事大樓（議事廳）：由林澍民建築師所設計，1958年5月完工啟用，是仿美國國會山莊的圓頂建築；門口一對「閉口」獅像，提醒議員不要像「閉口獅子」，應為民喉舌。為市定古蹟。2021年10月31日立法院利用議事大樓部分空間，設立立法院民主時刻館，為華人圈第一座以民主為主題的博物館。
- 議員會館：由林澍民建築師所設計，1958年5月完工啟用，為市定古蹟。2019年5月委外霧峰區農會經營，供參訪、會議等特定對象住宿使用，並改名為議蘆會館。
- 朝琴館：1963年12月興建，原作為省議會圖書館使用，1973年臺灣省議會首位議長黃朝琴過世後，更名為「朝琴紀念館」，為市定古蹟。現作為立法院民主議政園區之行政空間，並開放會議室供公眾租用。
- 立法院議政博物館
- 日月池：坐落於議事大樓左前方的日月池，原為靠近牛欄貢溪畔的低窪地區，依據黃朝琴先生的自傳所述，原擬填高，但他發現議事大樓在進行打樁工程時，掘地不到二尺，地下水就湧出，因此認為這片窪地不適合填平，應利用作為貯水之用。因此，決議將牛欄貢溪的堤防加高，而窪地則改造維池塘即日月池，並於上方建六角亭一座。
- 椰林大道：從V型拱門入口前往過去臺灣最高民意殿堂―臺灣省議會議事堂的路上，是一條兩側種滿椰子樹的平坦直闊大道「椰林大道」，又被稱為「民主大道」，象徵臺灣民主政治行穩致遠，過去是這裡也是省議會接受陳情、抗議的地方。

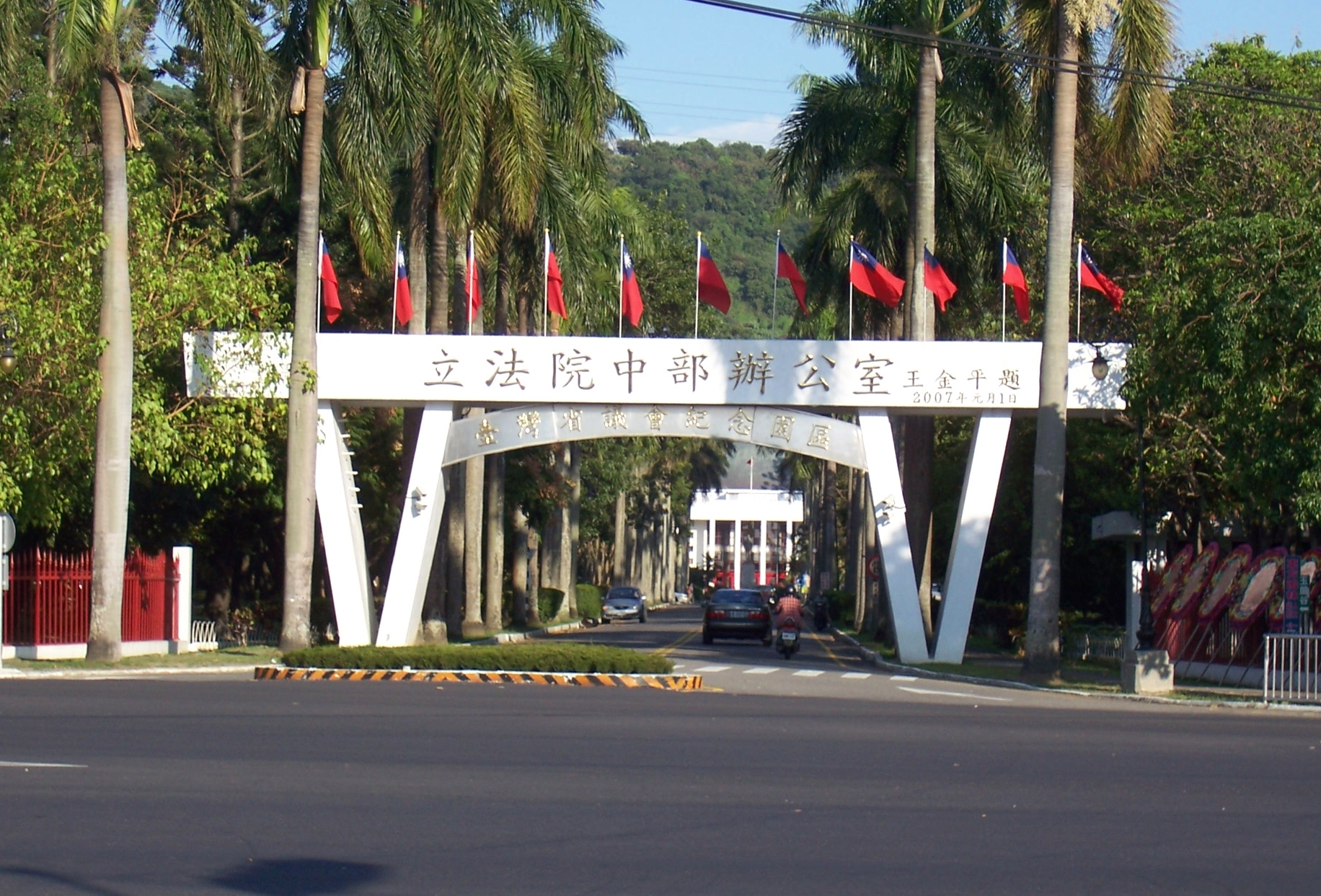
立法院中部辦公室（2007年1月24日至2019年12月16日）
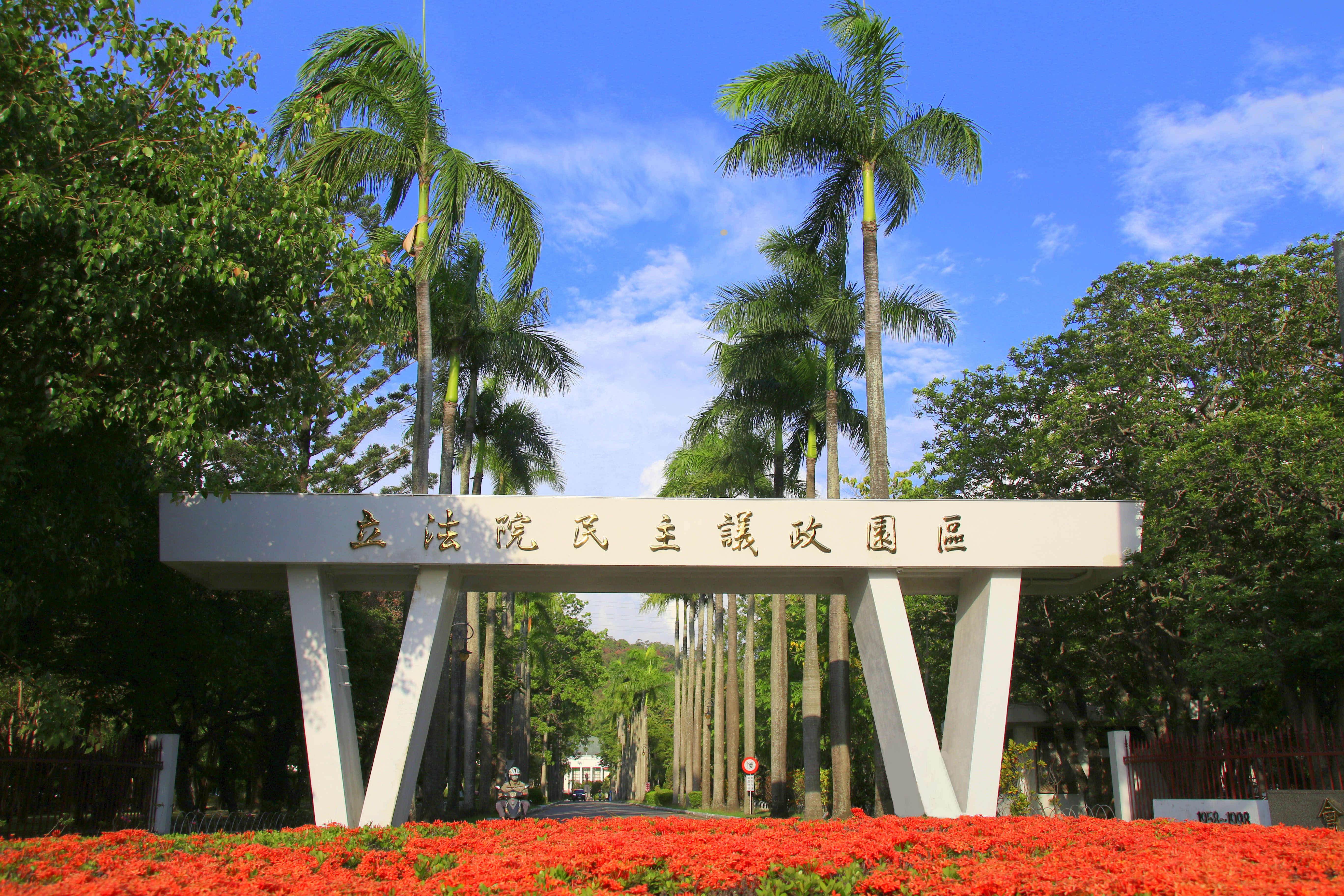
立法院民主議政園區（2019年12月16日迄今）
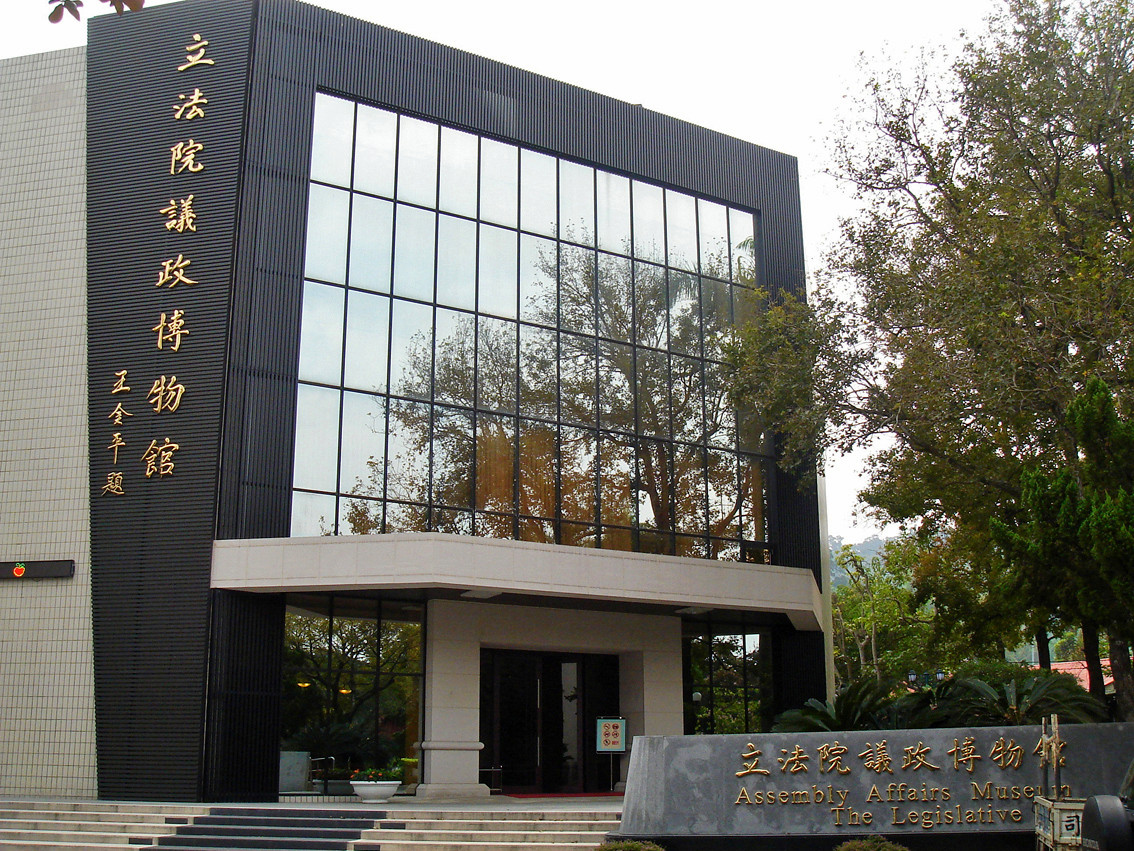
立法院議政博物館
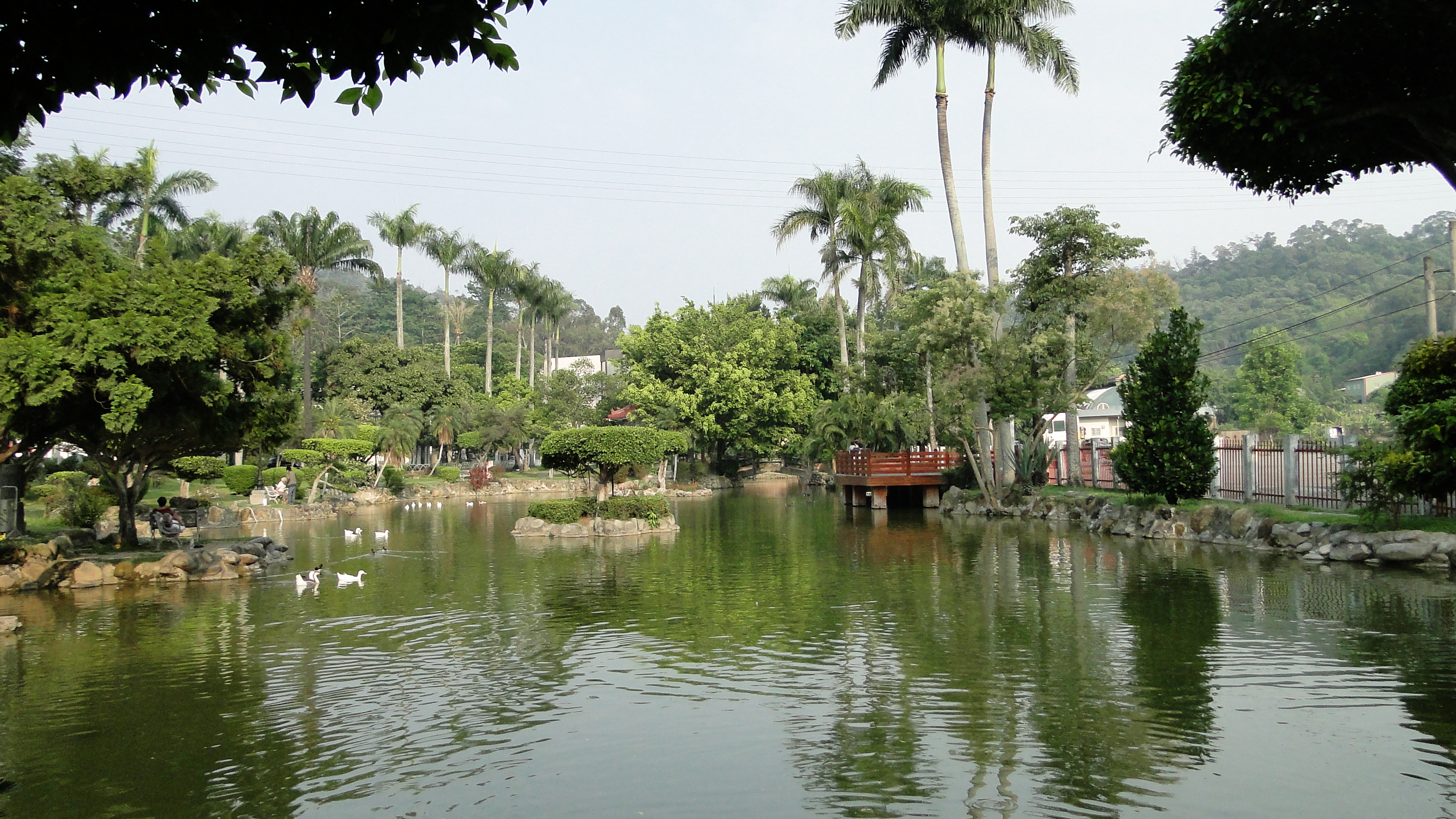
立法院民主議政園區日月池

### 交通
臺中市市區公車
省議會
- 台中客運：200、107、132
- 統聯客運：50、綠3、59
- 中台灣客運：151
- 仁友客運：283
- 東南客運：17

霧峰國小
- 中台灣客運：281、282

臺中市公共自行車租賃系統
- 立法院中部辦公室站

## 外部鏈結
- 立法院民主議政園區 （页面存档备份，存于）
- 臺灣省諮議會（存檔，原網站已關閉）